# Codes des compagnies aériennes
Cet article recense les listes de codes des compagnies aériennes. Il en existe trois, les codes IATA (à deux lettres), les codes OACI (à trois lettres) et les indicatifs d'appels (Indicatif (radio)).

## Code IATA

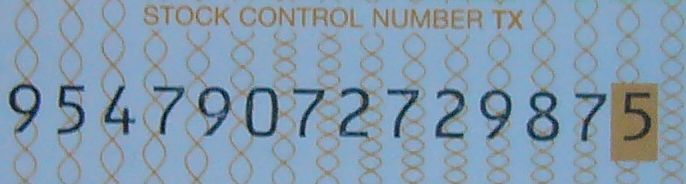
IATA Billet d'avion stock control number

Les codes IATA des compagnies aériennes sont des codes à deux lettres, attribués par l'Association du transport aérien international, aux différentes compagnies aériennes du monde entier, contre un paiement de 2 000 dollars. Ce code est utilisé, complété par quatre chiffres, pour constituer le numéro de vol qui permet d'identifier chaque vol effectué.
En anglais, ce code s'appelle Airline Designator. Le code est utilisé pour identifier une compagnie aérienne pour toutes les opérations commerciales qui la concernent. Il est attribué par l'IATA en conformité avec les dispositions de la Résolution no 762. Il est utilisé notamment pour les réservations, les horaires, les billets, les tarifs, les factures aériennes, les vols et pour de nombreuses communications internes. L'IATA attribue trois types de code à deux lettres :
- unique (deux lettres),
- alphanumérique (un chiffre, une lettre),
- double contrôlé (indiqué par un astérisque -*-, après le code) et donné à deux compagnies différentes qui ne peuvent être confondues — parce que, par exemple, elles n'opèrent pas dans la même région du monde.

L'IATA attribue également ces codes à des sociétés qui ne sont pas des compagnies aériennes mais qui opèrent dans les voies ferrées, les ferry-boats, à des sociétés informatiques gérant des réservations, à d'autres organismes de transport. Ce sont généralement des codes alphanumériques.
Depuis 1987, l'Organisation de l'aviation civile internationale (OACI) attribue également des codes à trois lettres, qui sont en voie d'adoption par l'IATA — mais qui ne remplaceront pas le code à deux lettres. Il est donc recommandé de maintenir le sigle IATA.

## Code OACI
C'est un code de trois lettres attribué à chaque compagnie commerciale de transport aérien. À la différence des codes AITA, ce code OACI est unique. Chaque opérateur aérien se voit parallèlement attribuer un identifiant pour la communication radio.
Depuis 1987, l'OACI attribue ces codes à 3 lettres, qui sont en voie d'adoption par l'IATA — mais qui ne remplaceront pas les codes à deux lettres de l’IATA.

## Indicatif d'appel
La plupart des compagnies aériennes commerciales utilisent un indicatif d’appel. Il s’agit du nom utilisé pour appeler l’avion. Du fait de l’utilisation principale de la langue anglaise dans le transport aérien, on utilise souvent la dénomination callsign.
Un plan de vol, s'il n'utilise pas l'immatriculation de l'aéronef, peut posséder un identifiant unique composé de:
- un code exploitant sur trois lettres (trigramme) - parfois deux lettres en France. Ce code est défini par OACI dans la documentation Indicatifs des exploitants d’aéronefs et des administrations et services aéronautiques (doc. 8585).
- un nombre possédant entre 1 et 4 chiffres, correspondant souvent au numéro de vol (IATA) de la compagnie mais pas exclusivement.
- parfois, une à deux lettres complétant l'identifiant.

Généralement, cet identifiant est réutilisé pour les plans de vol répétitifs (liaison aérien régulière).
Exemples : AFR3321 (Air France 3321) - AFR301 MP (Air France 301 Mike Papa)- DLH213 (Lufthansa 213) - AFL123 (Aeroflot 123) - KAL908 (Korean Air 908) - KLM16P (KLM 16P)
En radiotéléphonie, on devrait dire Alpha Foxtrot Romeo pour AFR ou Delta Lima Hotel pour DLH, mais, afin de pouvoir reconnaître plus facilement les aéronefs, la plupart des compagnies possèdent un indicatif d’appel spécifique. Ainsi AFR devient Air France et DLH devient Lufthansa.
Certains codes rappellent moins naturellement le nom de la compagnie. Cela peut venir de plusieurs raisons :
- raisons historiques : quand une compagnie change de nom lors de son histoire (par exemple : Britanniafly - Callsign:Bluescan),
- nécessité d’éviter des confusions d’autres compagnies aériennes déjà existentes(par exemple : Jetairfly - Callsign:Beauty).
- raisons commerciales : choix de l'image de la compagnie (par exemple Aer Lingus - Callsign:Shamrock signifiant trèfle, symbole de l'Irlande)

Depuis les années 2000, l'agence de navigation aérienne Eurocontrol a lancé un projet nommé Call Sign (CSS) Similarity Project, avec pour objectif d'éviter les confusions entre les indicatifs radio des aéronefs. Le danger identifié est qu'un avion suive les instructions de contrôle aérien qui était destiné à un autre étant sur la même fréquence radio en même temps.
| Indicatif     | Compagnie        | Code OACI | Code AITA |
| ------------- | ---------------- | --------- | --------- |
| Aigle Azur    | Aigle Azur       | AAF       | ZI        |
| Green Bird    | Air Antilles     | GUY       | 3S        |
| Réunion       | Air Austral      | REU       | UU        |
| French West   | Air Caraïbes     | FWI       | TX        |
| Corsica       | Air Corsica      | CCM       | XK        |
| Air France    | Air France       | AFR       | AF        |
| Air Tahiti    | Air Tahiti       | VTA       | VT        |
| Corsair       | Corsair          | CRL       | SS        |
| Air Hop       | Air France Hop   | HOP       |           |
| France Soleil | Transavia France | TVF       | TO        |
| Starway       | XL Airways       | XLF       | SE        |
| Air Alpes     | Alpine Airlines  | APN       |           |

À l'occasion, les compagnies aériennes font preuve d'une certaine créativité lorsqu'elles choisissent un indicatif d'appel.
Par exemple, dans les années 40, BOAC a utilisé le nom de son logo (le Speedbird) comme indicatif d'appel. Au début des années 1970, la compagnie devient British Airways mais continue à utiliser Speedbird - indicatif particulièrement approprié lorsqu'il était utilisé par le Concorde.
Aer Lingus, la compagnie nationale de l'Irlande, est connue dans le monde entier sur les ondes radio sous le nom de Shamrock. Depuis le début des années 60, sa livrée comporte un trèfle à trois feuilles (shamrock) sur la queue (et maintenant les winglets) de ses avions.
L'indicatif Cactus provient d'America West Airlines. Au début de son histoire, la compagnie aérienne utilisait l'indicatif America West mais cela créait  une confusion avec d'autres compagnies aériennes se terminant par "west" (Southwest, Northwest...). La FAA a suggéré que la compagnie trouve un nouvel indicatif. Un concours organisé à l'intention des employés pour trouver le nouveau nom a renvoyé Cactus. America West était basé à Phoenix près du désert de Sonora - origine du cactus géant saguaro. En 2006, America West a fusionné avec US Airways. L'indicatif Cactus a survécu à la fusion et tous les vols d'US Airways ont rapidement été appelés Cactus mais le rapprochement avec American Airlines a eu raison de Cactus.
Cet indicatif a été rendu célèbre à la suite du crash dans l'Hudson du vol Cactus 1549.
| Indicatif | Compagnie             | Code OACI | Code AITA |
| --------- | --------------------- | --------- | --------- |
| Shamrock  | Aer Lingus            | EIN       | EI        |
| Jazz      | Jazz Aviation         | JZA       | QK        |
| Citrus    | AirTran Airways       | TRS       | FL        |
| Speedbird | British Airways       | BAW       | BA        |
| Dragon    | Cathay Dragon         | HDA       | KA        |
| Dynasty   | China Airlines        | CAL       | CI        |
| Jedi      | Jet Story             | JDI       | -         |
| Clipper   | Pan Am                | PAA       | PA        |
| Brickyard | Republic Airlines     | RPA       | RW        |
| Springbok | South African Airways | SAA       | SA        |
| VIking    | Thomas Cook Airlines  | VKG       | DK        |
| Waterski  | Trans States Airlines | LOF       | AX        |
| Cactus    | US Airways            | USA       | US        |
| Redwood   | Virgin America        | VRD       | VX        |
| Velocity  | Virgin Australia      | VOZ       | VA        |

Pour la liste complète des indicatifs d’appel, voir Liste des compagnies aériennes par pays.